# Pachycnema schoenherri
Pachycnema schoenherri är en skalbaggsart som beskrevs av Dombrow 1998. Pachycnema schoenherri ingår i släktet Pachycnema och familjen Melolonthidae. Inga underarter finns listade i Catalogue of Life.